# سیکوکو
سیکوکو (انگلیسی: Cicuco) نام شهری در کشور کلمبیا است.